# Shenzhen KRS Vanke Rays
Pour les articles homonymes, voir HC Red Star Kunlun (homonymie).
L'équipe des Shenzhen KRS Vanke Rays (anciennement appelée HC Red Star Kunlun soit en chinois traditionnel : 崑崙鴻星冰球俱樂部 ; chinois simplifié : 昆仑鸿星冰球俱乐部) est une équipe féminine professionnelle de hockey sur glace siégeant à Shenzhen, Guangdong, Chine. 

Elle a évolué dans la Ligue canadienne de hockey féminin de la saison 2017-2018, à la saison 2018-2019, puis la saison suivante dans le  championnat russe féminin (ZhHL). Elle joue ses matchs à domicile au Centre de l'Universiade de Shenzhen.

## Histoire
L'équipe est créée le 5 juin 2017, dans le but d'entraîner des joueuses pour enrichir l'équipe nationale de Chine et populariser le hockey sur glace en Chine. Elle signe deux contrats avant même l'annonce officielle de l’existence de l'équipe, la gardienne finlandaise Noora Räty et l'attaquante américaine Kelli Stack. Le premier entraîneur de l'équipe est Margaret Degidio Murphy, auparavant entraîneur des Blades de Boston, autre équipe de la LCHF. Elle est aidée par Rob Morgan (entraîneur assistant), auparavant entraîneur assistant de l'équipe de Yale.
Lors du premier repêchage de l'équipe, les Red Star choisissent donc Noora Räty au premier tour, puis Alexandra Carpenter au second tour et en troisième tour Shiann Darkangelo, star du match des étoiles de la LNHF.
Afin de diminuer les coûts de déplacements pour les équipes de la ligue, le planning regroupe les trois matchs prévus lors de la saison régulière sur une seule période.
Pour leur première saison, les Red Star réussissent à atteindre la finale des séries éliminatoires de la LCHF où elles seront éliminées par le Thunder de Markham.
Le 16 juillet 2018, il est annoncé que la LCHF repasse à six équipes pour la saison 2018-2019, en regroupant les deux équipes chinoises basées à Shenzhen. Le Red Star Kunlun absorbe les Vanke Rays et est renommé Shenzhen KRS Vanke Rays. La transition vers un modèle à six équipes a pour but de mieux gérer les coûts de déplacement et le repos des joueuses, en condensant moins de matchs lors des séjours en Chine et facilitant la coordination pour l'équipe unique.
Le 24 juillet 2019, après la dissolution de la LCHF, Shenzhen KRS Vanke Rays annonce qu'elle rejoint le Championnat de Russie féminin de hockey sur glace (ZhHL) pour la saison 2019-2020[réf. souhaitée].

## Bilan par saisons
| Saison    | PJ | V  | VP | D  | BP | BC | Pts | Classement                     | Séries éliminatoires                                                |
| --------- | -- | -- | -- | -- | -- | -- | --- | ------------------------------ | ------------------------------------------------------------------- |
| 2017-2018 | 28 | 21 | 6  | 1  | 96 | 52 | 43  | Termine 2e en saison régulière | 2-1 Inferno de Calgary 2-1 Thunder de Markham Termine 2e des séries |
| 2018-2019 | 28 | 13 | 0  | 15 | 79 | 68 | 28  | Termine 5e en saison régulière | Non qualifié                                                        |

| Saison    | PJ | V  | VP | D | BP  | BC | Pts | Classement                     | Séries éliminatoires |
| --------- | -- | -- | -- | - | --- | -- | --- | ------------------------------ | -------------------- |
| 2019-2020 | 28 | 20 | -  | 5 | 109 | 39 | 70  | Termine 2e en saison régulière | Championne           |

## Personnalités

### Joueuses

#### Effectif actuel
| No    | Nom                 | Nat. | Position              | Arrivée                                                          |
| ----- | ------------------- | ---- | --------------------- | ---------------------------------------------------------------- |
| +013, | Sīyà Hé             |      | Gardienne de but      | 2018 - Équipe nationale de Chine                                 |
| +033, | Kimberly Newell     |      | Gardienne de but      | 2018 - Tigers de Princeton (NCAA)                                |
| +041, | Noora Räty          |      | Gardienne de but      | 2017 - Nokian Pyry (SM-sarja)                                    |
| +009, | Megan Bozek         |      | Défenseure            | 2019 - Thunder de Markham (LCHF)                                 |
| +018, | Taylor Flaherty     |      | Défenseure            | 2019 - Catamounts du Vermont (NCAA)                              |
| +022, | Kaitlin Tse         |      | Défenseure            | 2019 - Crimson d'Harvard (NCAA)                                  |
| +055, | Xuětíng Qí – C      |      | Défenseure            | 2019 - Équipe nationale de Chine                                 |
| +066, | Shuǎng Zhāng        |      | Défenseure            | 2019 - Équipe nationale de Chine                                 |
| +093, | Zhìxīn Liú – A      |      | Défenseure            | 2017 - Équipe nationale de Chine                                 |
| +049, | Jessica Wong        |      | Défenseure            | 2017 - Inferno de Calgary (LCHF)                                 |
| +002, | Amy Menke           |      | Attaquante            | 2019 - Whitecaps du Minnesota (LNHF)                             |
| +005, | Alexandra Carpenter |      | Attaquante            | 2017 - Pride de Boston (LNHF)                                    |
| +011, | Emily Costales      |      | Attaquante            | 2019 - Thunderbirds de l'UCB (U Sports)                          |
| +081, | Cuì Huò             |      | Attaquante            | 2019 - Équipe nationale de Chine                                 |
| +006, | Melanie Jue         |      | Attaquante/défenseure | 2017 - Big Red de Cornell (NCAA)                                 |
| +004, | Claudia Kepler      |      | Attaquante            | 2019 - HV 71 (Elitserien)                                        |
| +044, | Rebekah Klostad     |      | Attaquante            | 2019 - Mavericks de l'Université d'État du Minnesota (en) (NCAA) |
| +010, | Yǔfēi Liú           |      | Attaquante            | 2019 - Équipe nationale de Chine                                 |
| +091, | Rachel Llanes       |      | Attaquante            | 2017 - Pride de Boston (LNHF)                                    |
| +007, | Leah Lum – A        |      | Attaquante            | 2018 - Huskies du Connecticut (NCAA)                             |
| +008, | Lìyíng Yáng         |      | Attaquante            | 2017 - Équipe nationale de Chine                                 |
| +034, | Hannah Miller       |      | Attaquante            | 2018 - Skating Saints de St. Lawrence (NCAA)                     |
| +014, | Yúnlín Pí           |      | Attaquante            | 2019 - Équipe nationale de Chine                                 |
| +024, | Jìng Táng           |      | Attaquante            | 2019 - Équipe nationale de Chine                                 |

#### Capitaines
- 2017 - 2019 : Pas de capitaine désignée
- 2019 - En cours : Zhìxīn Liú

#### Choix de premier tour LCHF
Ce tableau permet de présenter le premier choix de l'équipe lors du repêchage d'entrée de la LCHF qui a lieu chaque année depuis 2010.
| Année | Joueuse         | Choix       | Équipe précédente            |
| ----- | --------------- | ----------- | ---------------------------- |
| 2017  | Noora Räty      | 6e au total | Équipe nationale de Finlande |
| 2018  | Kimberly Newell | 5e au total | Tigers de Princeton (NCAA)   |

### Dirigeants

#### Entraineurs-chefs
- 2017 - 2018 : Margaret Degidio Murphy
- 2018 - janvier 2019 : Bob Deraney[15]
- Janv 2019 - Juin 2019 : Mike LaZazzera[16]
- Juin 2019 - En cours : Brian Idalski[1]

#### Directeurs généraux
| N° | Nom            | Engagement | Départ   | Remarques |
| -- | -------------- | ---------- | -------- | --------- |
| 1  | Chris Vanstone | 2017       | 2018     |           |
| 2  | Rob Morgan     | 2018       | 2019     |           |
| 3  | Claire Liú     | 2019       | En cours |           |